# Klettgau (comune)
Klettgau è un comune tedesco di 7 611 abitanti,, situato nel land del Baden-Württemberg.